# Barbara Isabella Bauer-Heusler
Barbara Isabella Bauer-Heusler (* 1948 in Dillenburg) ist eine deutsche bildende Künstlerin. Sie lebt und arbeitet in Marburg an der Lahn (Hessen).

## Leben
Barbara Isabella Bauer-Heusler studierte nach dem Abitur von 1968 bis 1975 Bildhauerei an der Staatlichen Akademie der Bildenden Künste Karlsruhe bei Wilhelm Loth und legte 1972 ihr Erstes Staatsexamen in Kunsterziehung ab. Seit 1976 lebt sie als freischaffende Künstlerin in Marburg und betrieb dort von 1977 bis 1981 eine eigene Kinderkunstschule. Zusammen mit ihrem Ehemann, dem Mathematiker und Designer Jörg Bauer, realisierte sie 1980 die Ausstellung „Mit den Händen sehen“. Von 1981 bis 1985 war sie als Gastdozentin an der Universität Marburg und der Universität Gießen tätig. Außerdem engagiert sie sich im künstlerischen Beirat des Marburger Kunstvereins und kuratiert dort vereinzelt Kunstausstellungen.

## Werk

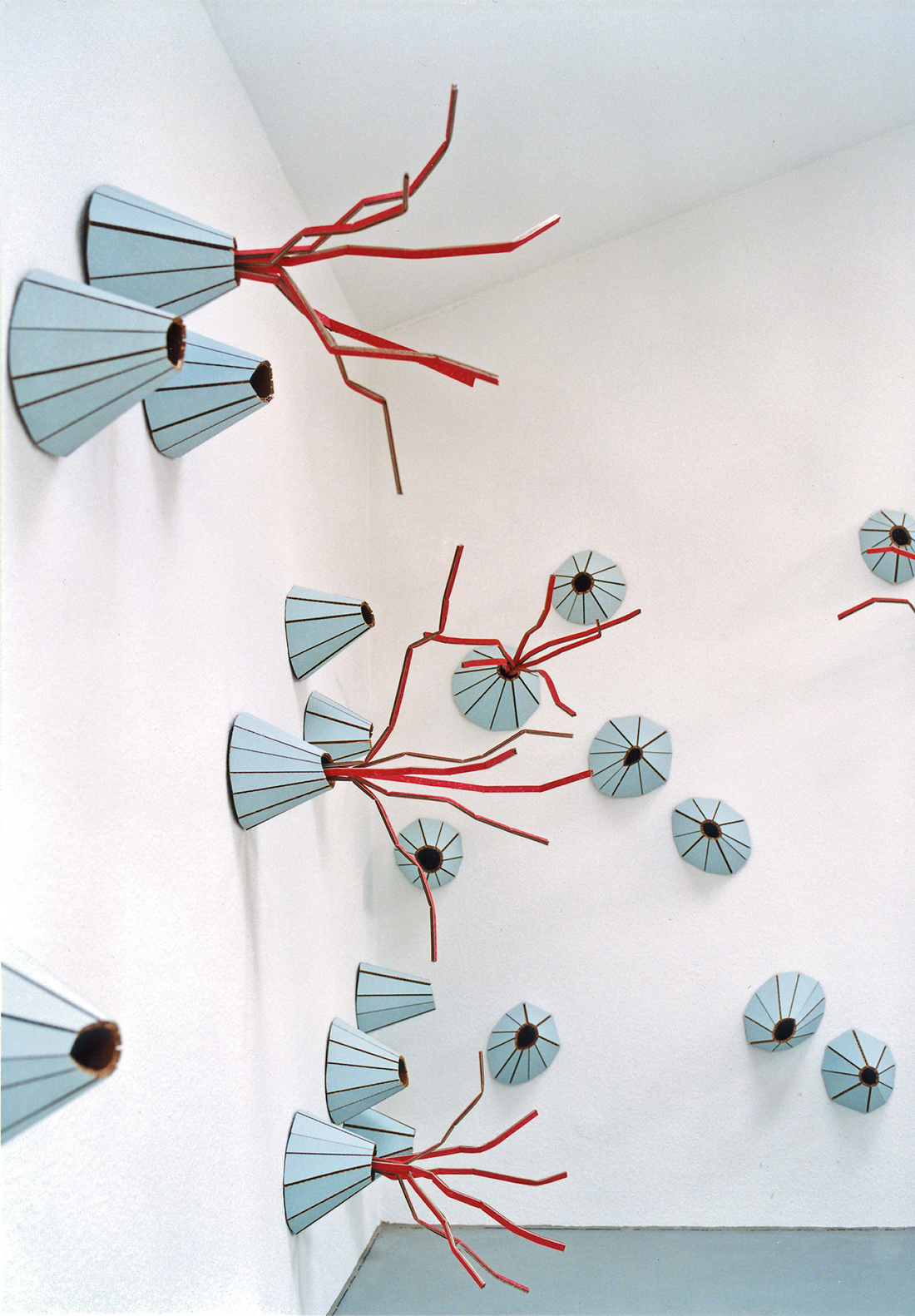
Aus der Familie der Rankenfüßer (2004), vielteilige Wandinstallation, Wellpappe, bemalt

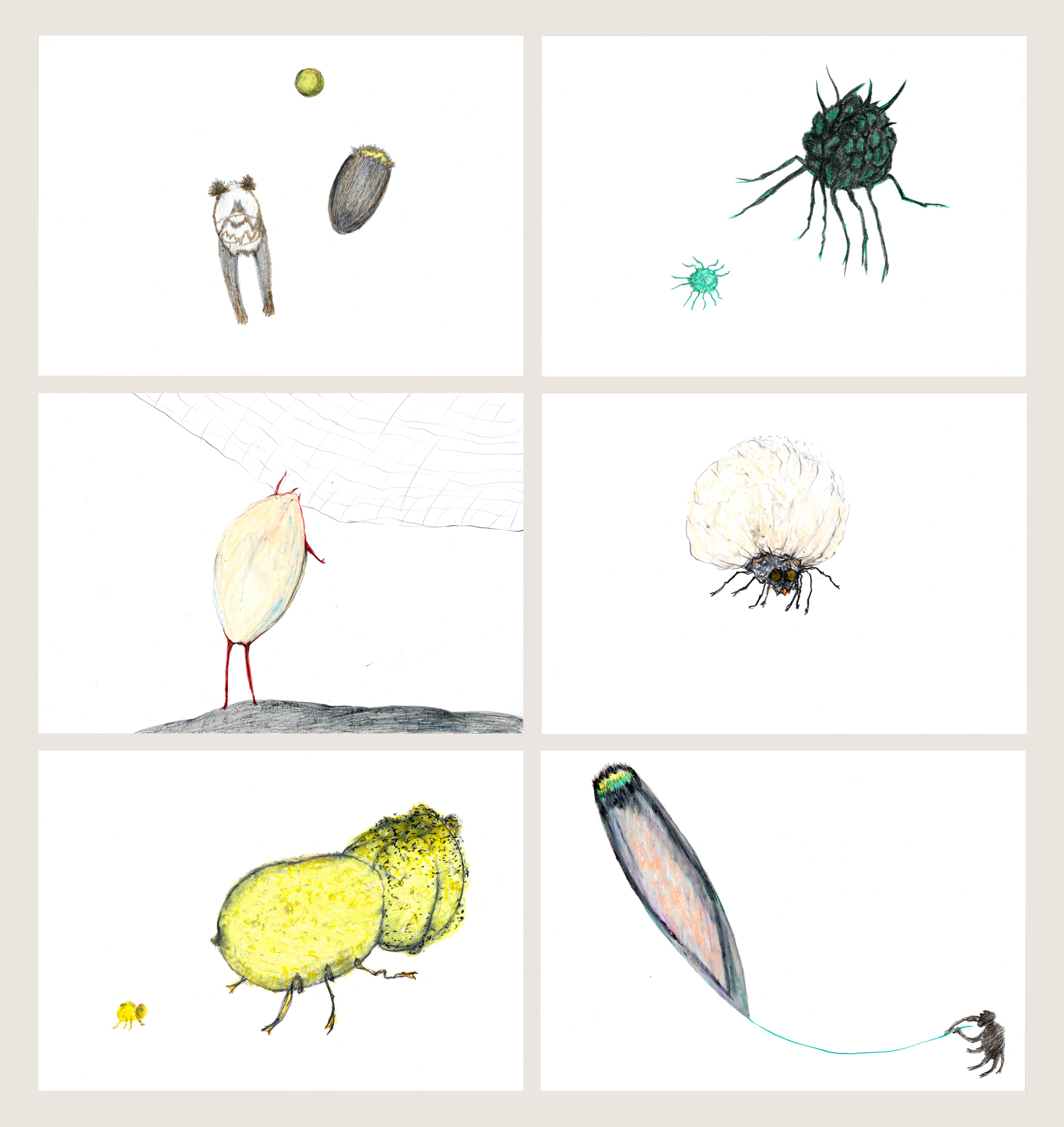
Tagebuchblätter, (2014), Zeichnungen

Bauer-Heusler entwickelte schon in ihrer Kindheit ein tiefgehendes Interesse an der Tierwelt, welches ihr künstlerisches Werk bis heute prägt.

„Über Assoziationen wie ‚Gruppe – Herde‘, über den Vergleich von sozialen Strukturen bei Mensch und Tier fand ich zur Darstellung von Tieren. … Mich interessieren Tiere als Teil unserer Umwelt. Immer geht es mir dabei auch um den Menschen, um die Wechselbeziehung Mensch-Tier,… Die Tiere symbolisieren unsere Umwelt, die nicht mehr ‚in Takt‘ ist; in gleichem Maße wie die Welt der Tiere, ihr Lebensraum zerstört wird, wird auch der Lebensraum des Menschen zerstört, unmenschlich gemacht.“

Geprägt durch ihre Ausbildung in der Bildhauerklasse Wilhelm Loths in Karlsruhe, in der überwiegend modelliert wurde, entstanden schon während des Studiums Skulpturen aus Polyesterharz, in denen die Künstlerin sich mit Themen der Tierwelt befasste. Bereits in dieser Zeit waren ihre Arbeiten oft mehrteilig, den Raum „besetzend“ – eine Arbeitsweise, die sie auch in späteren Jahren beibehält.
Ende der 1970 suchte Bauer-Heusler nach neuen Formen spontaneren plastischen Gestaltens und konzentrierte sich einige Jahre lang ausschließlich auf das Medium der Zeichnung. Neben detailreichen Bleistiftstudien entstanden u. a. immer größere Kohlezeichnungen auf einfachem Packpapier. Diese Zeichnungen wurden von ihr zunehmend collagierend erweitert, in dem sie sie ausschnitt, mit anderen Materialien kombinierte und in einen räumlichen Kontext hinein versetzte. Dadurch öffnete sie das zweidimensionale Medium der Zeichnung in Richtung Dreidimensionalität.
Diese am Anfang der 1980er Jahre entstehenden experimentellen Arbeiten, die zwischen Zeichnung und Collage in Verbindung mit Readymades anzusiedeln sind, erweiterte sie dann im nächsten Schritt zu ganzen Raum-Environments; zusätzlich wurden Zeichnungen im Umriss ausgeschnitten und als vielteilige Ensembles direkt auf der Wand angebracht. Sie nutzte die Wellpappe als ideales Material für ihr spontanes raumplastisches Arbeiten und bezog im nächsten Schritt wieder den ganzen Raum mit ein. Die zeichnerisch und malerisch gestalteten Wellpappe-Objekte beziehen als Installationen neben dem Boden teilweise auch Wände und Decken mit ein.

„Bauer-Heuslers Arbeiten … werden nicht aus dem bereits dreidimensionalen Block herausgeschält, sondern entstehen aus er Zweidimensionalität, aus geschnittenen und geknickten Formen, bauen sich im Raum auf.“

Am Ende dieser künstlerischen Weiterentwicklung standen ab Anfang der 1990er Jahre die für Bauer-Heusler charakteristischen raumgreifenden Plastiken.

## Preise und Stipendien
- 1984: Villa-Romana-Preis, Florenz (Sonderpreis für 3 Monate Aufenthalt)
- 1991: Jahresstipendium für das Künstlerdorf Schöppingen[7]
- 1993: Marburger Kunstpreis

## Ausstellungen (Auswahl)

### Einzelausstellungen
- 1977: Südwestgalerie, Karlsruhe
- 1979: Städtische Galerie Sindelfingen
- 1988: Moltkerei Werkstatt, Köln
- 1989: Marburger Kunstverein
- 1990: Freundeskreis Wilhelmshöhe, Ettlingen
- 1992: Kommunale Galerie im Leinwandhaus, Frankfurt am Main (mit Katalog)
- 1993: Kunstverein Herborn
- 1994: Verein zur Kunstförderung, Darmstadt
- 1995: Friedberger Kunstverein, Wetterau-Museum Friedberg
- 1997: Marburger Kunstverein
- 1998: Galerie der Stadt Remscheid
- 2001: Villa Streccius, Städtische Galerie Landau (zusammen mit Doris Hadersdorfer)
- 2003: LOG Galerie, Marburg
- 2004: Neuer Kunstverein, Gießen

### Gruppenausstellungen mit Katalog
- 1971: 20 Loth-Schüler, Galerie Altes Theater, Ravensburg, (Text: Andreas Franzke)
- 1976: Plastiken auf der Ziegelhütte, Darmstädter Sezession
- 1976: Karlsruher Künstler, Badischer Kunstverein, Karlsruhe
- 1978: Die Bildende Kunst und das Tier, Orangerie Hannover-Herrenhausen
- 1980: Mit den Händen sehen, Landgrafenschloss Marburg und Museum für Kunst und Gewerbe Hamburg
- 1980: Liebe, Dokumente unserer Zeit, Kunstverein Darmstadt und Kunstverein Hannover
- 1982: Kunstreport 2'82, 30. Jahresausstellung des Deutschen Künstlerbundes, Düsseldorf
- 1986: Arbeiten, die sich auf dem Boden entwickeln, Karlsruher Kunstverein
- 1986: Neun Schüler von Wilhelm Loth, Kunsthalle Darmstadt
- 1992: Paper Art, Internationale Biennale der Papierkunst, Leopold-Hoesch-Museum, Düren
- 1993: Fünf aus Marburg, Marilies Hess-Stiftung, Frankfurt
- 1994: Papier=Kunst 2, Kunstverein Aschaffenburg
- 1997: Begegnungsraum Schloss, Zeitgenössische Künstlerinnen sehen alte Räume neu, FrauenKunstGeschichte e. V. Marburg
- 1999: Vierpaß, Marburger Universitätsmuseum für Bildende Kunst
- 2003: Selbst im weitesten Sinne, Marburger Kunstverein
- 2012: just paper, Marburger Kunstverein
- 2016: Kunst in Marburg, Marburger Kunstverein